# Luc Brewaeys
Luc Brewaeys, né le 25 août 1959 à Mortsel en Belgique et mort le 18 décembre 2015, est un compositeur, chef d'orchestre, pianiste qui travaille également, comme ingénieur du son à la Radio et Télévision flamande.

## Biographie
Luc Brewaeys est né en 1959 à Mortsel (Belgique). Il a étudié la composition avec André Laporte à Bruxelles, avec Franco Donatoni à Sienne (Italie) et avec Brian Ferneyhough à Darmstadt (Allemagne).
Dans les années 1980 il a fréquenté aussi Iannis Xenakis à Paris.
Il est également chef d'orchestre et pianiste.
Depuis 1985, il est ingénieur du son à la VRT (Radio & Télévision Flamande). 
Recevant beaucoup de commandes, son catalogue se compose de huit symphonies, de deux quatuors à cordes, de nombreuses pièces solistes et de musiques de chambre, d'œuvres électro-acoustiques, d'un opéra de chambre, d'un opéra et d'orchestrations.

## Prix et distinctions
- 3e prix du Concours Européen pour Jeunes Compositeurs (1985).
- 1er prix de la catégorie "jeunes compositeurs" de la Tribune Internationale des Compositeurs de l'UNESCO (1986).
- le "Prix de Musique Contemporaine du Québec" (1988) pour son œuvre entière.
- 1er prix du Concours pour Compositeurs Européens des Rencontres Internationales de Musique Contemporaine de Metz (1988).
- le Prix pour la Musique de la Communauté Flamande (1989)
- le Prix SABAM (1990)
- le 1er Prix "Premio Musicale Città di Trieste" pour la composition symphonique(1991).
- deux prix décernés par la Presse Musicale Belge pour son œuvre symphonique (1996).
- le prix de la Culture "Blanlin-Evrart" de l'Université Catholique de Louvain pour l’ensemble de son œuvre (1999).

### Compositeur en résidence
1. au Centre culturel international de Singel lors de la saison 1988-89.
2. lors de la Semaine de Musique contemporaine du conservatoire de Gand en février 1989.
3. de la ville de Saint-Nazaire, avec le saxophoniste Daniel Kientzy, de 1991 à 1992.
4. au 1er Festival "Dicht bij huis" (près de chez soi) à Tilbourg en avril 2001.
5. de l'ensemble "I Fiamminghi" en avril 2001.
6. à "BOZAR", le Palais des Beaux-Arts de Bruxelles lors de la saison 2003-04.

Il a été également mis à l'honneur de l'édition 2004 du Ars Musica Festival de Bruxelles ; ainsi que de l'édition 2007 du festival November Music.
Sur commande de la Philharmonie Royale des Flandres, il a orchestré les deux livres des "Préludes pour piano" de Claude Debussy. L'enregistrement fut fait en 2005 sous la direction de Daniele Callegari.
En février 2007, la création de son premier opéra par l'Opéra national belge à La Monnaie fut un grand succès.

## Œuvres

### Œuvres vocales et chorales
- 2007 : Fantasia con tre canzoni popolare Napoletane, 8 minutes ;
- 2006 : L'uomo dal fiore in bocca, opéra en un acte, environ 45 minutes ;
- 2003 : Jocasta, 22 minutes ;
- 2003 : I' vidi / La vita fugge, 8 minutes 30 secondes ;
- 2002 : Come here, Ulysses, 4 minutes 30 secondes ;
- 2000 : Credeva...   in memoriam Franco DONATONI, 14 minutes ;
- 1999 : Schumann's Ghosts, 2 minutes 35 secondes ;
- 1991 : Antigone, tragédie lyrique, environ 70 minutes ;
- 1990 : Non lasciate ogni speranza, 33 minutes, 20 secondes ;
- 1989 : Réquialm, 21 minutes.

### Œuvres orchestrales
- 2008 : Shadows with Melodies, 15 minutes ;
- 2007 : Symphony no 7 , 2001-2002, révision 2007, 17 minutes ;
- 2006 : L'uomo dal fiore in bocca, opéra en un acte, environ 45 minutes ;
- 2005 : Préludes Book II by Claude Debussy, recomposé pour orchestre, 40 minutes ;
- 2005 : Along the Shores of Lorn, 12 minutes ;
- 2004 : Préludes Book I by Claude Debussy, recomposé pour orchestre, 40 minutes ;
- 2004 : Symphony no 8, 12 minutes ;
- 2002 : 5 Préludes from Book I by Claude Debussy, recomposé pour orchestre, 16 minutes ;
- 2000 : Credeva...   in memoriam Franco DONATONI, 14 minutes ;
- 2000 : Symphony no 6,  21 minutes 30 secondes ;
- 1997 : Fasten Seat Belts !, Cauchemar pour orchestre, 4 minutes ;
- 1996 : Introduction, 4 minutes 40 secondes ;
- 1993 : Laphroaig - Symphony no 5, 27 minutes ;
- 1993 : Talisker, 30 minutes ;
- 1992 : Only Very Unusual Matters, 3 minutes 30 secondes ;
- 1992 : Kientzyphonie (Symphony no 4), symphonie n° 4, 22 minutes ;
- 1991 : Dalì's Dream?, 9 minutes ;
- 1991 : Symphony no 3 : Hommage, 10 minutes 30 secondes ;
- 1990 : Non lasciate ogni speranza, 33 minutes 20 secondes ;
- 1988 : Cheers !, 2 minutes 30 secondes ;
- 1987 : Komm ! Hebe dich... (Symphony no 2), symphonie n° 2, 15 minutes ;
- 1985 : .., e poi c'era... (Symphony no 1), symphonie n° 1, 15 minutes.

### Œuvres de musique de chambre
Ces pièces sont écrites pour plus de 5 musiciens :
- 2008 : Cardhu, environ 15 minutes ;
- 2008 : Painted Pyramids, 16 minutes ;
- 2008 : Nobody is Perfect ! (Frank Nuyts Fifty), 1 minute 45 secondes ;
- 2007 : Fantasia con tre canzoni popolare Napoletane, 8 minutes ;
- 2006 : Mozart's Ghosts, 8 minutes ;
- 2005 : Hermesfanfare, 2 minutes 30 secondes ;
- 2004 : Stolen Silence, 4 minutes 33 secondes ;
- 2003 : Jocasta, 22 minutes ;
- 2001 : Benché nessuno.., sorride, 13 minutes 30 secondes ;
- 1999 : Schumann's Ghosts, 2 minutes 35 secondes ;
- 1999 : Beyond the Deadline, 2 minutes 15 secondes ;
- 1997 : Works by Frank ZAPPA, 15 minutes ;
- 1996 : OBAN, 10 minutes ;
- 1996 : Nobody is Perfect ! (André Laporte sixty-five), 1 minute 45 secondes ;
- 1992 : Le Concert, musique du film de Samy Brunett, 6 minutes ;
- 1989 : Réquialm, 21 minutes ;
- 1986 : Due cose belle ha il mondo: l'amore e la morte..., 12 minutes ;
- 1982 : Trajet, 9 minutes ;

Ces pièces sont écrites pour 5 musiciens ou moins :
- 2008 : 3 Miniatures, 1 minute ;
- 2007 : Nobody is Perfect ! (Jonathan Harvey Sixty), 1999, révision en 2007, 2 minutes 30 secondes ;
- 2004 : Utopia, 9 minutes ;
- 2003 : Haydn ?, 5 minutes 30 secondes ;
- 2000 : Violacello, 1 minute ;
- 1999 : Nobody is Perfect ! (João Pedro Oliveira Fourty), 3 minutes 30 secondes ;
- 1998 : Nobody is Perfect ! (Lukas Foss seventy-five), 4 minutes ;
- 1997 : Les Méandres de la Mémoire, 12 à 13 minutes ;
- 1996 : Last Minute Piece, 1 minute 30 secondes ;
- 1995 : Bowmore, quatuor à codes n° 2, 17 minutes 30 secondes ;
- 1993 : Unicorn Telex, 4 minutes 30 secondes ;
- 1992 : Jocaste's (grand-) daughter, 15 minutes 30 secondes ;
- 1991 : Antigone, tragédie lyrique, environ 70 minutes ;
- 1991 : Knockando, 8 minutes ;
- 1989 : Namk'Cotts ;
- 1989 : The Zappa Album, œuvre en collaboration avec Frank Zappa, 42 minutes ;
- 1989 : String Quartet no 1, 15 minutes ;
- 1988 : Aouellaouellaouelle!, 10 minutes ;
- 1988 : Works by George GERSHWIN, 12 minutes ;
- 1983 : Het Raadsel van de Sfinks (The Riddle of the Sphinx), musique du film de Jef Cornelis, 55 minutes ;
- 1981 : Conuflinicty - 1 + 1 = 3, 13 minutes 30 secondes.

### Œuvres solistes
- 2001 : Si sentiva un po' stanco..., 6 minutes 30 secondes ;
- 1999 : Metastudy, 1 minute ;
- 1997 : Per Roberto F., 6 minutes 30 secondes ;
- 1997 : In between..., 1 minute 30 secondes ;
- 1996 : Il fiume del tempo passava..., 7 minutes 30 secondes ;
- 1996 : Nobody is Perfect ! (Michael Finnissy Fifty), 2 minutes 30 secondes ;
- 1995 : "... far !..", 2 minutes 30 secondes ;
- 1994 : Attention : Alto Solo !, 7 minutes 25 secondes ;
- 1994 : Le Chant de la Sirène, 5 minutes 15 secondes ;
- 1991 : Dirge for Dina, 3 minutes 30 secondes ;
- 1991 : Jacquerie - Jacques qui rit, 5 minutes 30 secondes ;
- 1990 : Very Saxy, 4 minutes 30 secondes ;
- 1989 : Pyramids in Siberia, 16 minutes ;
- 1989 : Again, 12 minutes ;
- 1988 : Immer weiter, oder..?, 5 minutes ;
- 1982 : Parametric Permutations, 5 minutes ;
- 1977 : Epitaphium, 4 minutes ;

### Œuvres électroniques
- 2008 : Painted Pyramids, 16 minutes ;
- 2003 : Jocasta, 22 minutes ;
- 2000 : Symphony no 6, 21 minutes 30 secondes ;
- 1993 : Laphroaig - Symphony no 5, 27 minutes ;
- 1992 : Jocaste's (grand-) daughter, 15 minutes 30 secondes ;
- 1991 : Antigone, tragédie lyrique, 70 minutes ;
- 1989 : Metallofonie, 30 minutes ;
- 1986 : Due cose belle ha il mondo: l'amore e la morte..., 12 minutes ;
- 1982 : Trajet, 9 minutes ;

## Discographie
- Luc Brewaeys | Symphonic Works, Mireille Capelle, Daniel Kientzy, Piet Van Bockstal, Greet Swinnen, Alfons Adriaensen-Jo Tavernier, Orchestre Royal Philharmonique des Flandres, Arturo Tamayo. (2CD) Cypres 1996 (CYP2609)
- Brewaeys : Painted Pyramids/Si Sentiva Un Po’stanco…/Black, Alain Rudder, Arne Deforce, Roel Das, Jan Hoecke, Yutaka Oya, Ludo Marien, Champ d’Action, Jaan Bossiers. Etcetera 2010 (KTC1408)